# خانه شیشه‌ای: مادر خوب
خانهٔ شیشه‌ای: مادر خوب (انگلیسی: Glass House: The Good Mother) فیلمی در ژانر درام به کارگردانی استیو آنتین است که در سال ۲۰۰۶ منتشر شد.

## بازیگران
- انجی هارمون
- جردن هینسن
- بابی کولمن
- جوئل گرچ
- جیسون لندن
- شایلو فرناندز